# Zbigniew Szewczyk
Zbigniew Szewczyk (* 29. November 1967 in Bolesławiec) ist ein ehemaliger polnischer Fußballspieler und derzeit Trainer beim Kreisligisten VfL Essingen.

## Karriere
1987 wechselte Szewczyk aus der U-19 in die Profimannschaft von Zagłębie Lubin. Er spielte bis 1993 für den Verein, er wurde 1991 Polnischer Meister. In der darauffolgenden Saison bestritt er im Europapokal der Landesmeister eine Partie gegen Brøndby IF, diese ging allerdings 3:0 verloren. 1993 wechselte er nach Deutschland zum SV Meppen, er spielt bis 1997 in der 2. Liga. 1997 wechselte er in die Regionalliga zu Tennis Borussia Berlin, gleich in der ersten Saison gelang der Aufstieg. In der Saison 1998/99 erreichte er mit Berlin das Viertelfinale im DFB-Pokal, wo man nach Siegen gegen Hannover 96 (1:0), Stuttgarter Kickers (4:2) und Hertha BSC (4:2) erst gegen den späteren Pokalsieger SV Werder Bremen mit 1:2 aus dem Wettbewerb ausschied. Im Jahr 2000 kehrte er zu Zaglebie Lubin zurück. In der Saison 2002/03 wechselte er zu KS Polkowice und spielte seine letzte Saison.

## Trainer
2006 wurde er Assistenztrainer bei Chrobry Nowogrodziec, er schnürrte sogar noch einmal seine Schuhe und stand am 23. August 2006 in der Partie gegen Ruch Chorzów noch einmal auf dem Platz, die Partie wurde Zuhause mit 5:0 verloren. Nach einem Jahr Pause wurde er 2009 Trainer in Deutschland bei der SpVgg Edenkoben. Seit 2011 ist er Trainer beim Kreisligisten VfL Essingen.

## Sonstiges
Sein Sohn Maciej Szewczyk ist ebenfalls Fußballspieler und stand unter anderem bei Widzew Łódź unter Vertrag. Sohn Thomas Szewczyk schlug eine Basketballlaufbahn ein.

## Erfolge
- Polnischer Meister: 1991 mit Zagłębie Lubin
- Aufstieg in die 2. Fußball-Bundesliga: 1997/98 mit Tennis Borussia Berlin
- Viertelfinale im DFB-Pokal 1998/99 mit Tennis Borussia Berlin